# František Stratil

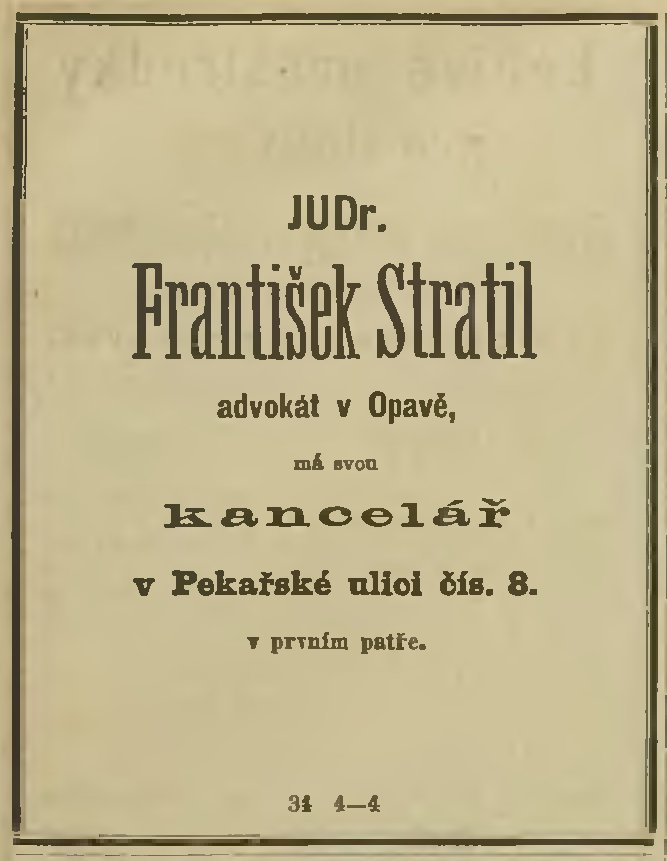
Inzerát nově otevřené advokátní kanceláře Fr. Stratila v Opavském týdenníku z října 1880

František Stratil (15. listopadu 1849 Unčovice — 22. ledna 1911 Opava) byl český advokát a politický vůdce české menšiny ve Slezsku. Roku 1880 otevřel první českou advokátní kancelář v Opavě, v roce 1889 byl zvolen prvním českým poslancem slezského zemského sněmu. Prosazoval používání češtiny v úředním styku, zastupoval české novináře v soudních sporech, podílel se na vedení spolků. Ve své době byl pokládán za jediného, kdo dokázal politicky sjednotit slezské Čechy.

## Život
Narodil se 15. listopadu 1849 v Hunčovicích u Litovle (dnes Unčovice) do rolnické rodiny Františka a Eleonory Stratilových. Studoval na gymnáziu v Olomouci a právnické fakultě v Praze. Pracoval jako auskultant u soudu v Olomouci a advokátní koncipient u dr. Pražáka v Brně a dr. Vašatého v Praze. 18. ledna 1875 složil v Brně soudcovskou zkoušku, 5. června 1875 byl v Praze promován na doktora práv. Advokátní zkoušku složil 5. června 1880. V den svých 27. narozenin, 15. listopadu 1876, se oženil s Anežkou Zittovou, dcerou náchodského notáře.
Počátkem října 1880 si otevřel první českou advokátní kancelář v Opavě. Místními Čechy byl radostně očekáván. Krátce před jeho příjezdem vyšla v Opavském Týdenníku zpráva, která ho zmiňovala jako vynikajícího právníka, znalce venkovské problematiky a rodilého Moravana; pisatel vyjádřil naději, že díky němu již opavští Češi nebudou muset využívat služeb německých advokátů, s nimiž se ani pořádně nedomluví. V podobném duchu se nesla i zpráva o jeho příjezdu (5. října 1880).
Jako advokát věnoval mnoho úsilí, aby prosadil používání češtiny u slezských soudů. Ty v té době odmítaly nejen česky psaná podání, ale i taková, kde byla jména účastníků psána českým pravopisem. Stratil se svým nejbližším spolupracovníkem Romualdem Dubovým v této věci podali přes sto stížností k zemskému soudu. Zastupoval rovněž redaktory Opavského týdenníku, Rudolfa Hilla a Jana Zacpala.
Roku 1887 se musel kvůli onemocnění očí podrobit operaci v Praze.
8. července 1889 byl v doplňovací volbě zvolen prvním českým poslancem slezského zemského sněmu za venkovské obce v okolí Opavy. Jeho úspěch byl oslavován ve Slezsku i v Čechách. Jako jediný český poslanec nemohl samostatně nic prosadit, jeho vítězstvím ale získali slezští Češi politického mluvčího a učinili tak první krok k tomu, aby se Slezsko zcela neponěmčilo a pro české zájmy „neztratilo“.
Stratil byl také činný jako organizátor českých spolků na Opavsku, zejména Opavské besedy a místního odboru Ústřední matice školské. Byl členem výboru Matice opavské (od r. 1881 předsedou) a jejím právním zástupcem při jednání o otevření českého gymnázia. Stal se ředitelem centrální záložny v Opavě a místopředsedou Ústřední hospodářské společnosti. Od roku 1897 zasedal jako přísedící zemského výboru.
Spoluvydával rovněž Slámovu Slezskou kroniku. Někdy vystupoval pod pseudonymem Slavomír z Velen.
Roku 1898 mu byl udělen Řád železné koruny III. třídy.

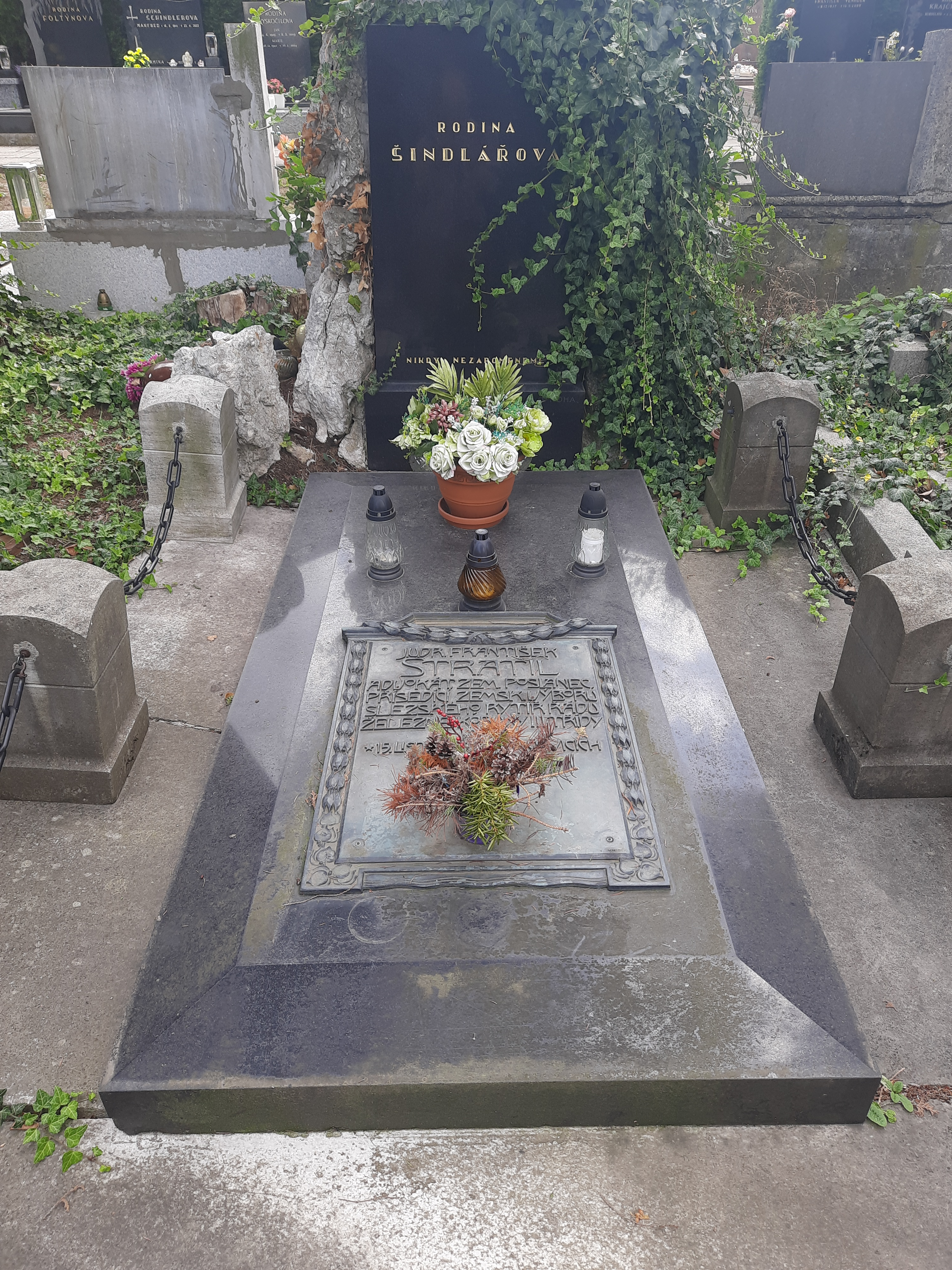
Hrob Františka Stratila na Městském hřbitově v Opavě

Zemřel náhle 22. ledna 1911 večer ve svém bytě v Opavě. V té souvislosti se v tisku uvádělo, že byl posledním a jediným, kdo dokázal politicky sjednotit slezské Čechy. Jeho smrtí oslabila Národní strana ve Slezsku ve prospěch agrárních, klerikálních a polských zájmů. Pohřben byl na Městském hřbitově v Opavě.
Jeho nástupcem v zemském výboru a zemské školní radě se stal Polák Jan Michejda.